# Parexocoetus hillianus
Parexocoetus hillianus là một loài cá trong họ Cá chuồn. Loài cá chuồn này phân bố dọc theo bờ biển phía tây của Đại Tây Dương và biển Caribbea, có thể từ Uruguay đến Hoa Kỳ. Loài cá này ít được đánh bắt thương mại.